# پگسونرسپت
پگسونرسپت (به انگلیسی: Pegsunercept) دارویی برای درمان روماتیسم مفصلی است. تا تاریخ ژانویه ۲۰۱۰، کارآزمایی بالینی فاز دوم آن تکمیل شده‌است. این دارو توسط امژن در حال توسعه است.
همانند اتانرسپت، پگسونرسپت یک گیرنده فاکتور نکروز تومور محلول است. پگسونرسپت یک پروتئین پگیله شده است.